# 出牛正芳
出牛 正芳（でうし まさよし、1930年11月17日 - 2015年2月23日）は、日本のマーケティング研究者。
東京都出身。学校法人専修大学前理事長、商学博士（中央大学）。専修大学名誉教授、サスクェハナ大学名誉法学博士。

## 略歴
東京都に生まれる。1953年3月、早稲田大学商学部卒業。
1955年3月、早稲田大学大学院商学研究科修士課程修了。
1959年3月、早稲田大学大学院商学研究科博士課程単位取得。
1961年4月、専修大学経営学部講師。1965年4月、専修大学経営学部助教授。
1971年4月、専修大学経営学部教授。1980年9月-1990年8月、専修大学経営学部長。
1998年9月-2004年8月、専修大学長。
2003年11月、学校法人専修大学理事長に就任（2006年まで。2004年8月までは専修大学長と兼務）。
2015年2月23日、歿する。

## 主著
- 『現代マーティング管理論』（白桃書房）
- 『マーケティング概論』（税務経理協会）
- 『基本マーケティング用語辞典』（白桃書房）
- 『市場調査入門』（同文館出版）

## 受賞
- 1967年5月 - 日本商業学会賞（著書『マーケティング・コニュニケーション』）